# Phyllonorycter matsudai
Phyllonorycter matsudai är en fjärilsart som beskrevs av Tosio Kumata 1986. Phyllonorycter matsudai ingår i släktet guldmalar, och familjen styltmalar. Inga underarter finns listade i Catalogue of Life.